# 4171 Carrasco
4171 Carrasco este un asteroid din centura principală, descoperit pe 23 martie 1982 de Carolyn Shoemaker.